# Дикий лес
«Дикий лес» (англ. Wildwood) — будущий американский мультфильм в жанрах тёмного фэнтези и приключенческого хоррора режиссёра Трэвиса Найта, снимаемый в технике покадровой анимации. Сценарий фильма написан Крисом Батлером на основе вышедшего в 2011 году романа Колина Мелоя, проиллюстрированного Карсоном Эллисом. Производством фильма занимается компания Laika — это её шестой мультфильм в технике покадровой анимации. В озвучании мультфильма задействован актёрский ансамбль, в состав которого входят: Пейтон Элизабет Ли, Джейкоб Трамбле, Кэри Маллиган, Махершала Али, Аквафина, Анджела Бассетт, Джейк Джонсон, Чарли Дэй, Амандла Стенберг, Джемейн Клемент, Майя Эрскин, Танту Кардинал, Том Уэйтс и Ричард Грант. В сюжете мультфильма рассказывается о Прю Маккил и Кёртисе Мелберге, которые попадают в скрытый волшебный лес, пытаясь спасти Мака, младшего брата Прю, от ворон во главе с Александрой.
Проработка будущего мультфильма началась в сентябре 2011 года, через несколько недель после выхода романа, когда Laika объявила о планах адаптировать Wildwood в полнометражный мультфильм в технике покадровой анимации. Несмотря на то, что к книге был выпущен трейлер, о полнометражном проекте ещё не было официально объявлено из-за его амбициозного характера. Производство было официально подтверждено в сентябре 2021 года: Найт стал режиссёром и сопродюсером вместе с Арианной Сатнер, а Батлер стал сценаристом. Бо́льшая часть актёров озвучания мультфильма подписали контракты в августе 2022 года. Создание мультфильма происходило на принадлежащей Laika студии, расположенной за пределами Портленда (Орегон); оператором при этом выступал Калеб Дешанель.
Выход мультфильма намечен на 2026 год.

## Сюжет
Прю Маккил и её лучший друг Кёртис попадают в скрытый волшебный лес после того, как Мака, младшего брата Прю, похищают вороны во главе с таинственной женщиной по имени Александра.

## Роли озвучивают
| Актёр              | Роль                    |
| ------------------ | ----------------------- |
| Пейтон Элизабет Ли | Прю Маккил              |
| Джейкоб Трамбле    | Кёртис Мелберг          |
| Кэри Маллиган      | Александра              |
| Махершала Али      | Бренден                 |
| Аквафина           | миссис Маккил           |
| Анджела Бассетт    | Ифигения                |
| Джейк Джонсон      | мистер Маккил           |
| Чарли Дэй          | Шимус                   |
| Джемейн Клемент    | Оул Рекс                |
| Том Уэйтс          | Стерлинг Фокс           |
| Майя Эрскин        | Дарла Феннис            |
| Танту Кардинал     | Кэрол Грод              |
| Ричард Грант       | Роджер Суиндон / Элджен |

В дополнение к этому Амандла Стенберг озвучивает необъявленную, пока ещё, роль.

## Создание
В сентябре 2011 года, спустя несколько недель после выхода романа, анимационная студия Laika из Орегона приобрела права на создание по Wildwood полнометражного мультфильма в технике покадровой анимации и выпустила трейлер к книге. Дальнейшее развитие событий вокруг мультфильма никак не анонсировалось вплоть до сентября 2021 года, когда Laika объявила о том, что её следующим фильмом станет «Дикий лес», режиссёром которого выступит Трэвис Найт, продюсером — Арианна Сатнер, а сценаристом — Крис Батлер.
В августе 2022 года Пейтон Элизабет Ли, Джейкоб Трамбле, Кэри Маллиган, Махершала Али, Аквафина, Анджела Бассетт, Джейк Джонсон, Чарли Дэй, Амандла Стенберг, Джемейн Клемент, Майя Эрскин, Танту Кардинал, Том Уэйтс и Ричард Грант были объявлены как часть актёрского ансамбля, задействованного в озвучании мультфильма. 24 мая 2022 года было объявлено о том, что музыку к мультфильму напишет Дарио Марианелли. Это его четвёртая совместная работа с Найтом, и третья совместная работа со студией Laika после того, как он написал музыку для мультфильмов «Семейка монстров» (2014) и «Кубо. Легенда о самурае» (2016) и фильма «Бамблби» (2018).

### Съёмки
Создание мультфильма началось в сентябре 2021 года, оператором при этом выступил Калеб Дешанель. Производство мультфильма происходило на принадлежащей Laika студии, расположенной за пределами Портленда (Орегон) — это первый фильм студии, действие которого происходит в месте её расположения. В 2024 году Найт рассказал, что этот проект стал самым амбициозным фильмом, который когда-либо создавала компания Laika: «Нам пришлось нарастить творческие инструменты, технологии и мышцы повествования, чтобы сделать эту книгу справедливой[уточнить]». (англ. We've had to build up the creative tools, the technology and our storytelling muscles to do this book justice.) Примерами уникальных задач были постановка эпических сражений, воздушных сцен и создание орлиного персонажа.

## Выход
Выход мультфильма назначен на 2026 год. Изначально релиз планировался в 2025 году.